# Rhabdoblatta puncticulosa
Rhabdoblatta puncticulosa är en kackerlacksart som beskrevs av Anisyutkin 2000. Rhabdoblatta puncticulosa ingår i släktet Rhabdoblatta och familjen jättekackerlackor.
Artens utbredningsområde är Vietnam. Inga underarter finns listade i Catalogue of Life.